# سارا دوترته

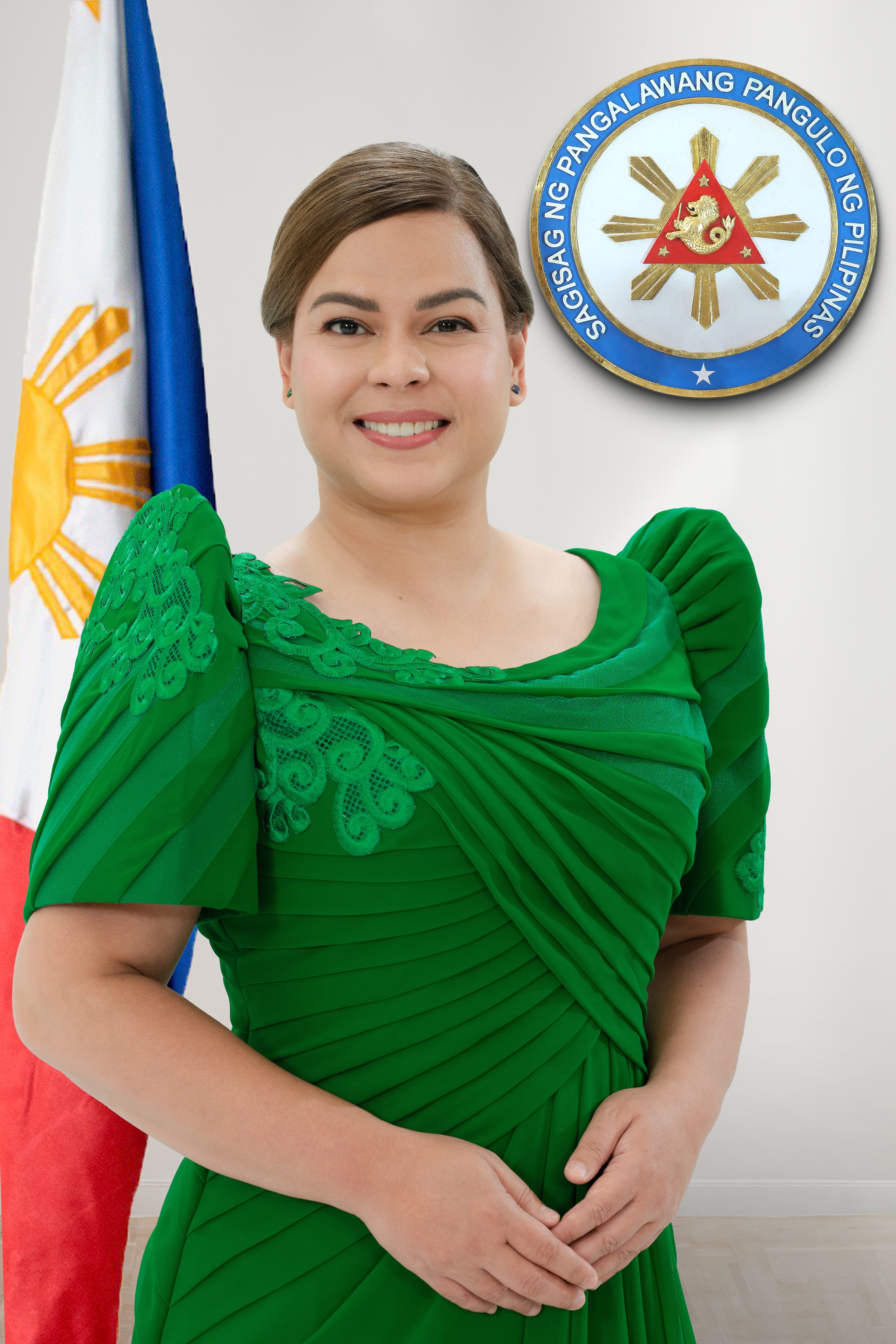
سارا دوترته، وکیل و سیاستمدار فیلیپینی - ۲۰۲۲

سارا زیمرمن دوترته-کارپیو (تلفظ تاگالوگ[dʊˈtɛɾtɛ ˈkaɾpjo] ; متولد ۳۱ مه ۱۹۷۸)، که معمولاً با نام ایندی سارا شناخته می‌شود، یک وکیل و سیاست‌مدار اهل فیلیپین است که به عنوان معاون رئیس‌جمهور فیلیپین برگزیده و در انتخابات ۲۰۲۲ پیروز شده‌است. او قبلاً از سال ۲۰۱۰ تا ۲۰۱۳ و از ۲۰۱۶ تا ۲۰۲۲ به عنوان شهردار شهر داوائو خدمت کرده‌است، او همچنین به عنوان معاون شهردار شهر داوائو از سال ۲۰۰۷ تا ۲۰۱۰ نیز خدمت کرد. او دختر رئیس‌جمهور رودریگو دوترته می‌باشد.